# Powiat skolski (Galicja)
Powiat skolski – dawny powiat kraju koronnego Królestwo Galicji i Lodomerii, istniejący w latach 1911–1918. Siedzibą starostwa było Skole.
Powiat skolski utworzono 1 stycznia 1911 przez wyłączenie z powiatu stryjskiego powiatu sądowego Skole i przekształcenie go w nowy powiat polityczny. Powołano go do życia postanowieniem cesarza Franciszka Józefa I z 9 listopada 1910, podanym do wiadomości obwieszczeniem Ministra Spraw Wewnętrznych z 13 listopada 1910.
Po porzejściu pod administrację polską po I wojnie światowej został przekształcony w powiat skolski, od 1920 w województwie stanisławowskim.